# Подмножество

На диаграмме кругов Эйлера видно, что является подмножеством, а является надмножеством

В математике говорят, что множество {\displaystyle A} есть подмно́жество множества {\displaystyle B}, если все элементы первого множества являются и элементами второго множества.

## Определение
Множество {\displaystyle A} называется подмножеством множества {\displaystyle B}, если все элементы, принадлежащие {\displaystyle A}, также принадлежат {\displaystyle B}. Формальное определение:
{\displaystyle (A\subset B)\Leftrightarrow \left(\forall x(x\in A\Rightarrow x\in B)\right)\,}
Существует две системы символических обозначений для подмножеств:
| «{\displaystyle A} является подмножеством {\displaystyle B} (нестрогим)» обозначается | «{\displaystyle A} является строгим подмножеством {\displaystyle B}» обозначается | Примечание |
| ------------------------------------------------------------------------------------- | --------------------------------------------------------------------------------- | --- |
| {\displaystyle A\subseteq B}                                                          | {\displaystyle A\subset B}                                                        | Символ {\displaystyle \subseteq } является аналогом {\displaystyle \leq }, то есть в случае {\displaystyle A\subseteq B} допускается равенство {\displaystyle A=B} множеств; символ {\displaystyle \subset } является аналогом {\displaystyle <}, то есть в случае {\displaystyle A\subset B} в {\displaystyle B} есть элементы, которых нет в {\displaystyle A}. |
| {\displaystyle A\subset B}                                                            | {\displaystyle A\subsetneq B}                                                     | Для понятия «(нестрогое) подмножество» используется более простой символ, так как оно считается более «фундаментальным». |

Обе системы обозначений предусмотрены стандартом ISO 31-11, но используют символ {\displaystyle \subset } в разных смыслах, что может привести к путанице. В данной статье мы будем использовать последнюю систему обозначений.
Множество {\displaystyle B} называется надмно́жеством множества {\displaystyle A}, если {\displaystyle A} является подмножеством множества {\displaystyle B}.
То, что {\displaystyle B} является надмножеством множества {\displaystyle A}, записывают {\displaystyle B\supset A}, то есть
{\displaystyle (A\subset B)\Leftrightarrow (B\supset A)\,.}
Множество всех подмножеств множества {\displaystyle A} обозначается {\displaystyle {\mathcal {P}}(A)}.
Множества {\displaystyle A} и {\displaystyle B} называются равными {\displaystyle A=B}, только когда они состоят из одних и тех же элементов, то есть {\displaystyle A\subseteq B} и {\displaystyle B\subseteq A}.

### Собственное и несобственное подмножество
Любое множество {\displaystyle B} среди своих подмножеств содержит само себя и пустое множество. Само множество {\displaystyle B} и пустое множество называют несобственными подмножествами, остальные подмножества называют собственными.
То есть, если мы хотим исключить само {\displaystyle B} и пустое множество из рассмотрения, мы пользуемся понятием со́бственного подмножества, которое определяется так:
множество {\displaystyle A} является собственным подмножеством множества {\displaystyle B}, только если {\displaystyle A\subset B} и {\displaystyle A\neq B}, {\displaystyle A\neq \varnothing }.

#### Зарубежная литература
В зарубежной литературе несобственные подмножества в вышеуказанном смысле (само множество B и пустое множество) называют тривиальными, а собственные — нетривиальными, а термин «собственное подмножество» (proper subset) применяется в значении «строгое включение A в B» или «подмножество A, строго входящее в множество B, то есть такое, которому не принадлежит как минимум один элемент множества B», то есть здесь понятие «собственное подмножество» уже, наоборот, включает пустое множество.
В этом случае, если вдобавок нужно исключить из рассмотрения пустое множество, нужно использовать понятие нетривиа́льного подмножества, которое определяется так:
множество {\displaystyle A} является нетривиальным подмножеством множества {\displaystyle B}, если {\displaystyle A} является собственным подмножеством (proper subset) {\displaystyle B} и {\displaystyle A\neq \varnothing }.

## Примеры
- Множества {\displaystyle \varnothing ,~\{0\},~\{1,3,4\},~\{0,1,2,3,4,5\}} являются подмножествами множества {\displaystyle \{0,1,2,3,4,5\}.}
- Множества {\displaystyle \varnothing ,~\{0,1,2,3,4,5\}} являются тривиальными (несобственными) подмножествами множества {\displaystyle \{0,1,2,3,4,5\},} все остальные подмножества из элементов множества — нетривиальными или собственными.
- Множества {\displaystyle \{\varnothing ,\uparrow ,{\mbox{oca}}\},~\{\$,\%,*,\uparrow \},~\{\varnothing \},~\varnothing } являются подмножествами множества {\displaystyle \{\$,\%,\varnothing ,\uparrow ,*,{\mbox{oca}}\}.}
- Пусть {\displaystyle A=\{a,b\}.} Тогда {\displaystyle {\mathcal {P}}(A)=\{\varnothing ,\{a\},\{b\},\{a,b\}\}.}
- Пусть {\displaystyle A=\{1,2,3,4,5\},\;B=\{1,2,3\},\;C=\{4,5,6,7\}}. Тогда {\displaystyle B\subset A,\;C\not \subset A,} а также {\displaystyle \neg (C\subsetneq A)} (то есть C не является ни строгим, ни нестрогим подмножеством A).

## Свойства
Отношение подмножества обладает целым рядом свойств.
- Отношение подмножества является отношением частичного порядка:
  - Отношение подмножества рефлексивно:
{\displaystyle B\subset B}
  - Отношение подмножества антисимметрично:
{\displaystyle (A\subset B\;\land \;B\subset A)\Leftrightarrow (A=B)}
  - Отношение подмножества транзитивно:
{\displaystyle (A\subset B\;\land \;B\subset C)\Rightarrow (A\subset C)}
- Пустое множество является подмножеством любого другого, поэтому оно является наименьшим множеством относительно отношения подмножества:
{\displaystyle \varnothing \subset B}
- Для любых трёх множеств {\displaystyle A}, {\displaystyle B} и {\displaystyle X} таких, что {\displaystyle A,B\subset X}, равносильны все следующие утверждения:[5]
  - {\displaystyle A\subset B;}
  - {\displaystyle A\cap B=A;}
  - {\displaystyle A\cup B=B;}
  - {\displaystyle X\setminus B\subset X\setminus A;}
  - {\displaystyle (A\cap X)\setminus B=\varnothing ;}
  - {\displaystyle A\cap (X\setminus B)=\varnothing ;}
  - {\displaystyle (X\setminus A)\cup B=X;}
  - {\displaystyle B^{\complement }\subset A^{\complement }}

## Подмножества конечных множеств
Если исходное множество конечно, то у него существует конечное количество подмножеств. А именно, у {\displaystyle n}-элементного множества существует {\displaystyle 2^{n}} подмножеств (включая пустое). Чтобы убедиться в этом, достаточно заметить, что каждый элемент может либо входить, либо не входить в подмножество, а значит, общее количество подмножеств будет {\displaystyle n}-кратным произведением двоек. Если же рассматривать только подмножества {\displaystyle n}-элементного множества из {\displaystyle k\leq n} элементов, то их количество выражается биномиальным коэффициентом {\displaystyle \textstyle {\binom {n}{k}}}. Для проверки этого факта можно выбирать элементы подмножества последовательно. Первый элемент можно выбрать {\displaystyle n} способами, второй {\displaystyle n-1} способом, и так далее, и, наконец, {\displaystyle k}-й элемент можно выбрать {\displaystyle n-k+1} способом. Таким образом мы получим последовательность из {\displaystyle k} элементов, и ровно {\displaystyle k!} таким последовательностям соответствует одно подмножество. Значит, всего найдётся {\displaystyle \textstyle {\frac {n(n-1)\dots (n-k+1)}{k!}}={\binom {n}{k}}} таких подмножеств.